# Per August Johansson

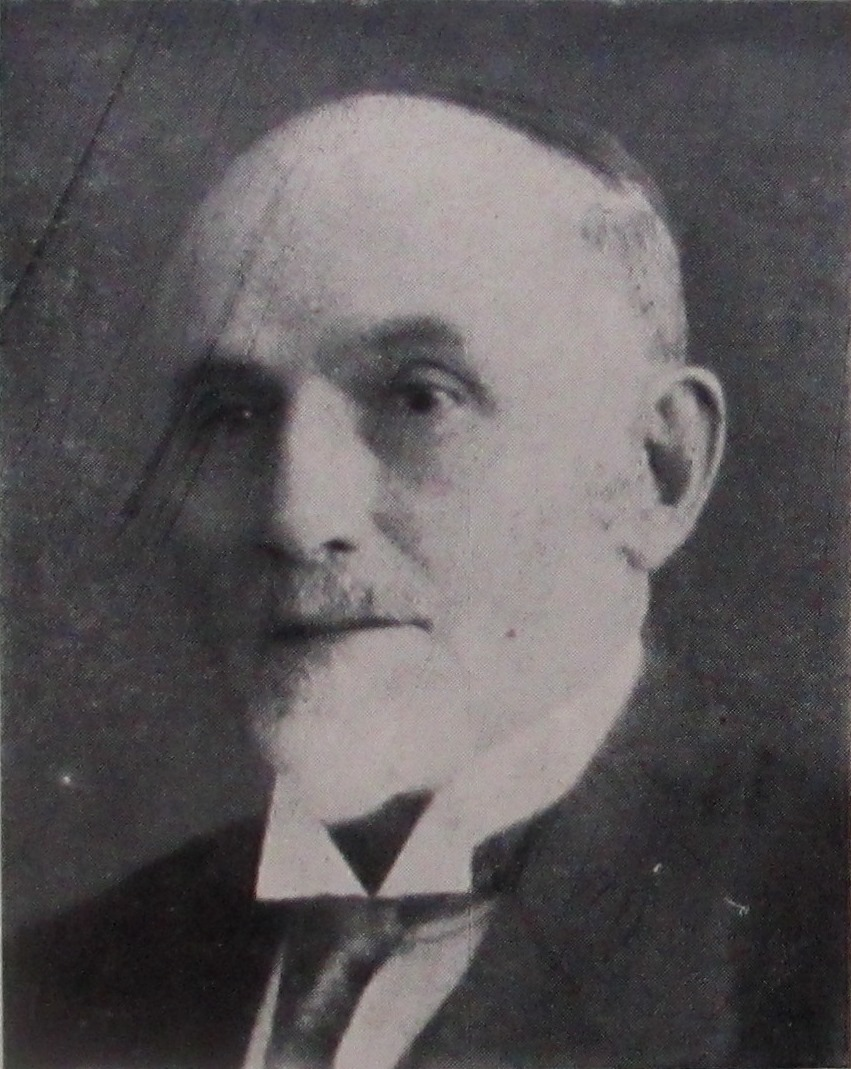
Per August Johansson.

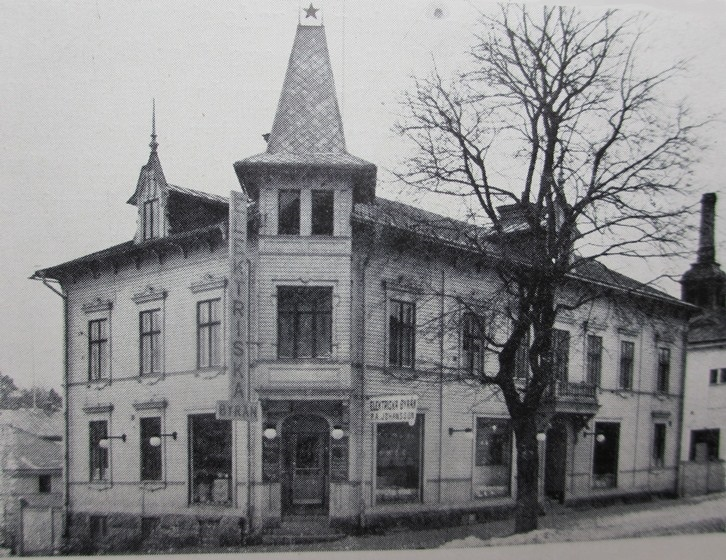
Kungsgatan 8 i Söderhamn.

Per August Johansson, P. A. Johansson, född 20 september 1859 i Malingsbo socken, Kopparbergs län, död 26 oktober 1933 i Söderhamn, var en svensk företagare.
Johansson, som saknade egentlig skolunderbyggnad, gick i unga år till sjöss och blev därefter maskinist vid Skönviks sågverk. Åren 1893–1895 var han verksam vid Sundsvalls privata elektricitetsverk och anställdes därefter som förste maskinist och föreståndare vid Söderhamns elektricitetsverk. 
År 1899 inregistrerade Johansson en egen firma, Söderhamns Elektriska Byrå, vilken med tiden kom att expandera betydligt och kom att verka i hela Hälsingland med filialer i Hudiksvall, Ljusdal och Bollnäs. Trots avsaknad av föreskriven teknisk utbildning lyckades ha få Kungl. Maj:ts behörighetsbevis för högspänning gällande för hela riket.
Under tiden för första världskriget, särskilt 1916–1917, fick han i uppdrag att bygga ett flertal kraftstationer, bland annat i Ängersjö, Kårböle och Färila. Han hade vid denna tidpunkt närmare 50 anställda montörer. Vid samma tidpunkt tog elektrifieringen av landsbygden fart på allvar och firman fick utföra ett mycket stort antal installationer. Redan från början hade firman kontakt med Asea i Västerås, för vilket bolag man var huvudrepresentant i södra Hälsingland. 
Bland de första stora uppdragen kan nämnas arbeten för Söderhamns Verkstäder, Hybo sågverk, Forså träpapperfabrik i Näsviken och sågverken i Källskär och Askesta. Senare utfördes arbeten för bland annat Söderhamns läroverk, Söderhamns lasarett, Bollnäs lasarett, sinnesslöanstalterna Höghammar i Bollnäs och Boda i Torpshammar samt Marma-Långrörs AB.
Utöver installationer för kraft och belysning bedrev firman försäljning av bland annat motorer, transformatorer, kylanläggningar, installationsmaterial och belysningsarmaturer. Sortimentet innefattade även elektriska apparater för hushållen samt radioapparater.
Ursprungligen var firman belägen i en obetydlig lokal i gamla Öhrvallska gården mitt emellan Missionskyrkan och Elimkyrkan i Söderhamn. Därifrån flyttade Johansson verksamheten till ett gårdshus tillhörande möbelfabrikören Johan Abraham Norells fastighet på Kungsgatan 23. År 1912 inköpte han dock fastigheten Lönnen 8 på Kungsgatan 8, i vilken i första våningen ursprungligen inrymde bostad åt familjen Johansson, medan ovanvåningen uthyrdes. Senare användes dock hela fastigheten av Johansson och firman. Efter Johanssons frånfälle drevs rörelsen vidare av makan Amalia intill hennes död 1943. Året därpå ombildades rörelsen till ett aktiebolag, vilket Johanssons söner och döttrar kom att verka.

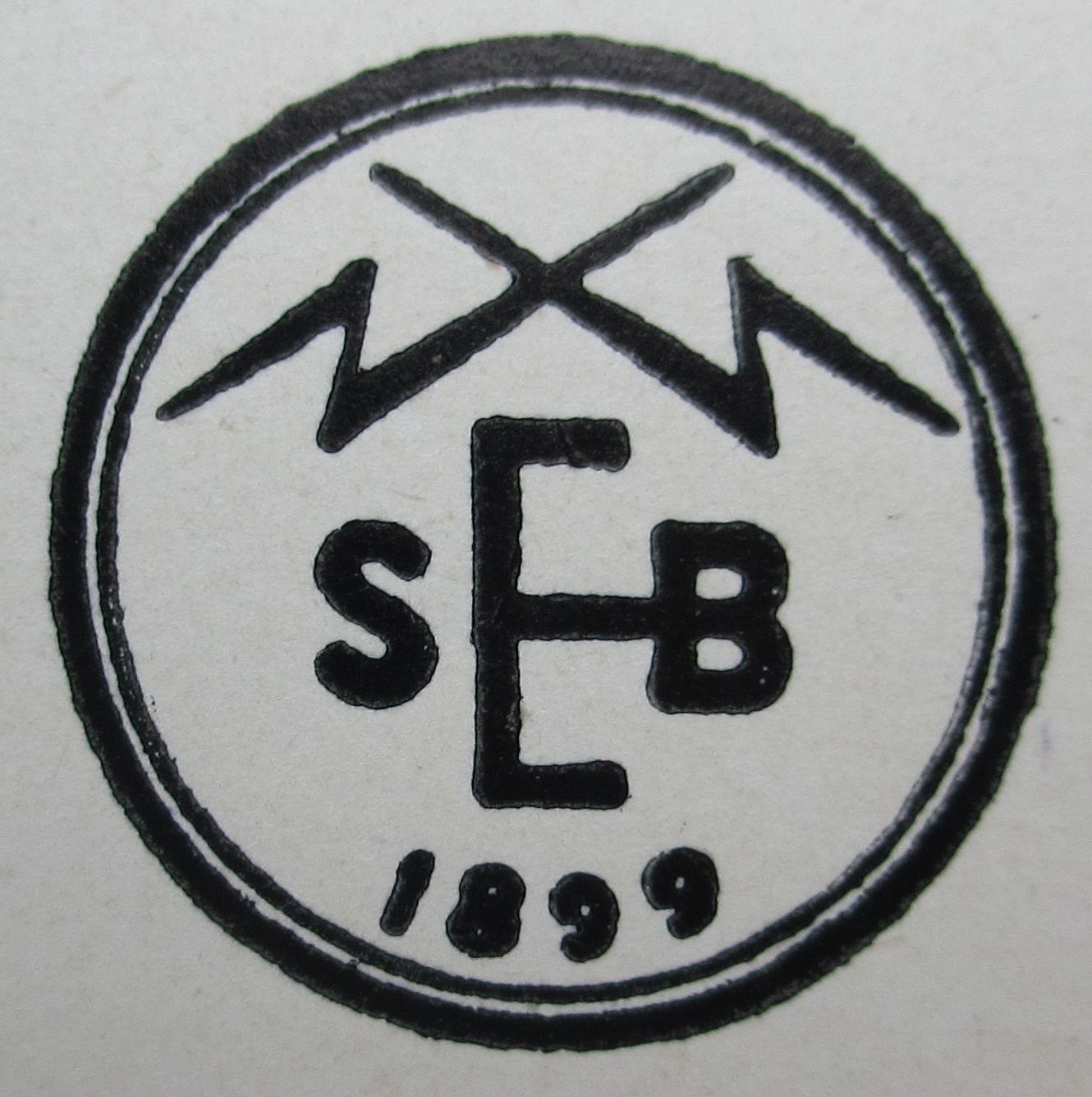
Företagets logotyp.